# 三財古墳群
三財古墳群（さんざいこふんぐん）は宮崎県西都市の三財地区に展開する古墳群で、西都原古墳群から南西に直線距離で約5kmのところに位置する。

## 概要
古墳は、三財川本流の左岸、小豆野台地と呼ばれる一帯の北側に位置する前原地区に18基（円墳14基が現存）、その更に北側の久米田地区に8基（円墳5基が現存）、前原地区の南側に位置する亀塚台地の西側の亀塚地区に45基（前方後円墳5基を含む21基が現存）、同じく亀塚台地の南西側の金倉地区に2基（円墳1基が現存）、大高野地区に横穴墓6基が所在している。また、国富町との境、金倉地区の西に位置する元地原地区には地下式横穴墓が7基存在する。金倉地区の北には常心塚古墳（国の史跡）が単独で存在している。
1936年（昭和11年）7月17日に県指定の史跡になっているが、調査が進んでいないため詳細は不明である。ただ、前方後円墳の中には、古式とされる柄鏡式のものもあるので、日向地方の古代史を考える上で無視できない。